# Coleophora lineolea
Coleophora lineolea es una especie de polillas perteneciente a la familia de los coleofóridos que se encuentra en casi toda de Europa.
La envergadura es de 11 a 14,5 mm. Los adultos tienen venas ocre amarillentas y vuelan desde finales de junio hasta agosto.
Las larvas se alimentan de Ballota nigra, Betonica alopecuros, Betonica officinalis, Lamium, Marrubium vulgare, Phlomis, Stachys byzantina, Stachys recta y Stachys sylvatica. Las larvas completamente desarrolladas se pueden encontrar desde finales de mayo hasta finales de julio.

## Galería

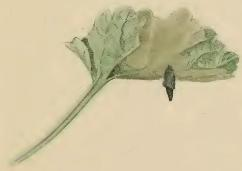
Minador de Ballota nigra
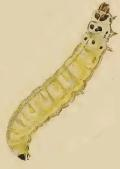
Larva
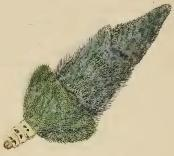
Estuche larval